# Società Costruzioni Aeronautiche AQV
Lo S.C.A. AQV era un aeroplano sperimentale italiano progettato e costruito dalla Società Costruzioni Aeronautiche di Guidonia per la Regia Aeronautica.

## Storia del progetto
Il progetto dell'AQV (designazione di fabbrica Tipo 3) venne iniziato dall'ufficio tecnico della Società Costruzioni Aeronautiche di Guidonia, ditta di proprietà del Ministero dell'Aeronautica. Il velivolo venne progettato dagli ingegneri Giuseppe Schepisi e Roberto Minieri, entrambi capitani della Regia Aeronautica.
Il prototipo venne completato già nel 1937, ma alla data del 1º dicembre 1939 non aveva ancora effettuato il primo volo. Infatti nel giugno dello stesso anno era stato dichiarato obsoleto senza mai essere stato messo in condizioni di effettuare voli stratosferici.

## Tecnica
Lo S.C.A. AQV era un velivolo per ricerche e voli da primato ad alta quota, monoplano, monomotore, biposto.
La fusoliera era realizzata con struttura metallica ricoperta da pannelli in duralluminio, mentre la velatura era monoplana, con profilo ad ala bassa. Il carrello d'atterraggio era triciclo posteriore fisso, con le gambe principali carenate, e ruotino d'appoggio posizionato sotto la coda. La cabina di pilotaggio, biposto in tandem, era caratterizzata dal fatto di essere quasi completamente annegata all'interno della fusoliera, così da ottenere il massimo rendimento aerodinamico. L'accesso avveniva tramite un portello sul lato sinistro.
La propulsione era affidata ad un motore radiale Piaggio P. XS Stella a 9 cilindri, raffreddato ad aria, in grado di erogare la potenza di 700 CV (514,85 kW), a 8 000 m. Il propulsore era dotato di compressore a due velocità ed azionava un'elica quadripala lignea.

## Impiego operativo
Il prototipo dello S.C.A. AQV (sigla che probabilmente significa Alta Quota di Volo) venne portato in volo per la prima volta il 6 luglio 1940 nelle mani del pilota collaudatore Aldo Oddono e sotto la supervisione del Reparto Alta Quota. Presso tale reparto l'aereo compì un totale di 36 voli, l'ultimo dei quali avvenuto in data 7 novembre 1941. Durante tali voli di collaudo venne raggiunta una tangenza massima di 8 000 m. Il 25 luglio 1942 il Reparto Alta Quota (RAQ) venne sciolto, e il prototipo fu demolito in una data compresa tra il giugno ed il settembre 1943. Secondo alcune fonti per un breve periodo ne venne considerato l'uso come ricognitore strategico, e fu prevista l'adozione di un nuovo tipo di ipersostentatori, ma tutto ciò rimase allo stadio di progetto.

## Utilizzatori
Italia
- Regia Aeronautica

### Annotazioni
1. ↑  Secondo alcune fonti la tangenza massima prevista era pari a 13 600 m.

### Fonti
1. ↑  Sgarlato 2011, p. 31.
2. 1 2  Sgarlato 2011, p. 33.
3. 1 2 3 4 5 6  Sgarlato 2011, p. 32.
4. ↑  Sgarlato 2011, p. 27.